# Rock ’n’ Roll Kids
Rock 'n' Roll Kids (рус. Дети Рок’н'Ролла) — песня авторства Брендана Грэхама (Brendan Graham), исполняемая Полом Харрингтоном и Чарльзом Макгеттиганом и победившая на конкурсе песни Евровидение в 1994 году с 226 баллами (максимальным количеством баллов в абсолютном значении из когда-либо полученных Ирландией на Евровидении, высшая оценка от 8 стран). Это была третья подряд (из трёх в серии) победа Ирландии на данном конкурсе, шестая из семи побед страны на Евровидении в целом. Песня повествует об ушедшем очаровании молодости 1960-х годов.